# Walter Hollstein
Walter Hollstein (* 1939 in Osnabrück) ist ein Schweizer Soziologe. Er lebt seit 2007 als freier Autor in Basel. Hollstein hat eine große Zahl von Monographien (anfangs zur Alternativbewegung, später zur Männerforschung) veröffentlicht.

## Leben
Walter Hollstein wurde als Sohn des deutschen Fußballtrainers Walter Hollstein in Osnabrück geboren. Nach Schulbesuch in Basel, Frankfurt am Main, Osnabrück und Lausanne studierte Hollstein bis zur Promotion zum Dr. phil. an der Universität Basel und an der Westfälischen Wilhelms-Universität in Münster. Anschließend arbeitete er als Journalist bei der Nationalzeitung (inzwischen Basler Zeitung) und der Weltwoche (Zürich). Als Reisekorrespondent berichtete er auch aus Beirut und Kairo. Es folgten der Aufbau alternativer Projekte (Kommunikationszentrum, Buchhandlung) in Basel. Ab 1971 war Hollstein Professor für Politische Soziologie an der Evangelischen Hochschule Berlin-Dahlem und beteiligte sich in Berlin wiederum am Aufbau alternativer Projekte (zum Beispiel einer Wohngemeinschaft für obdachlose Jugendliche). Von 2000 bis 2006 war Hollstein Professor am Institut für Geschlechter- und Generationenforschung an der Universität Bremen.

## Öffentliches Wirken
Für sein 1979 veröffentlichtes Buch Die Gegengesellschaft – Alternative Lebensformen erhielt Hollstein den Deutschen Sachbuchpreis, des Deutschen Bibliotheksverband, der mit 10 000 DM dotiert war und von der Stadt Oldenburg gestiftet wurde. Er war Mitglied der Enquête-Kommission für Jugendfragen des Deutschen Bundestages und Gutachter des Europarates für Jugendkriminalität sowie Gutachter des Europarates für Männer- und Geschlechterfragen. Hollstein lehrte als Gastprofessor an der Katholieke Universiteit Leuven (Belgien). Er ist Mitglied diverser Männerprojekte in der Schweiz und in Deutschland und Mitbegründer der Internationalen Arbeitsgemeinschaft für Männerforschung (Wien) und der AG Männer- und Geschlechterforschung (Berlin).

## Themen
Hollstein gilt als Kritiker des von ihm selbst so genannten „profeministischen Mainstreams in Politik, Wissenschaft und Medien“, der den Blick auf eine tiefgreifende Umwälzung männlicher Lebenswelten verstelle: „Auch einstmals positive Qualitäten von Mannsein werden mittlerweile gesellschaftlich umgedeutet. Männlicher Mut wird als männliche Aggressivität denunziert, aus Leistungsmotivation wird Karrierismus, aus Durchsetzungsvermögen männliche Herrschsucht, aus sinnvollem Widerspruch männliche Definitionsmacht“. Dass diese Entwicklung unbedacht bleibe, habe „verheerende Folgen für die männliche Identitätsbildung von Buben und jungen Männern.“
Hollstein fordert eine eigenständige Männerforschung und -politik. Einer „elaborierten feministischen Philosophie, Soziologie, Geschichts- und Literaturwissenschaft“ stehe auf Männerseite nichts Vergleichbares gegenüber, es gelte ein „männliches Defizit an Besinnung und Selbstkritik“ zu beseitigen, da „das Selbstverständliche von Männlichkeit unter den Folgelasten maskuliner Fortschrittsideologie und unter dem Druck der Frauenbewegung schlicht und einfach zusammenzubrechen“ beginne.
Das Fehlen einer Männerpolitik habe verheerende Folgen nicht nur für Männer, sondern für die Gesellschaft insgesamt: „Ohne konstruktive Angebote gesellschaftlicher Institutionen wird sich die Identitätskrise der Männer in den nächsten Jahren zunehmend irrational äussern (z.B. wachsender Rechtsextremismus und Gewaltbereitschaft). Obwohl fast täglich Männer bei Beziehungskrisen ganze Familien auslöschen, Frauenhäuser überbelegt sind und Männergewalt signifikant zunimmt, wird auf der politischen Ebene nur Frauenpolitik gemacht. Weder gibt es Männerpolitik auch nur ansatzweise noch präventive Massnahmen.“
Kritisch setzt sich Hollstein auch mit der Männerrechtsbewegung auseinander. Sie benenne zwar zum Teil wichtige Probleme, sehe die Ursache aller Probleme aber nicht im männlichen Verhalten, sondern ausschliesslich ausserhalb. Man beklage etwa zu Recht die schlechte Gesundheitslage von Männern, polemisiere aber gegen Männerveränderung, was existentiell falsch sei: „Die Männerrechtsbewegung kritisiert zu Recht den gesellschaftlichen und politischen Umgang mit Männern, aber sie blendet aus, was Männer selber anrichten. Ein Beispiel ist die Glorifizierung von Typen wie Strauss-Kahn oder Kachelmann. Die Auseinandersetzung mit Falschbeschuldigungen, die auch schon etliche Männer zugrunde gerichtet haben, ist natürlich richtig; aber darüber sollte nicht das miese Beziehungsverhalten eben etwa von Strauss-Kahn und Kachelmann und einigen anderen vergessen werden. (...) Wenn männerrechtlerische Organisationen so halbblind auf die Realität schauen, müssen sie sich nicht wundern, dass sie wenig Zulauf finden.“
In jüngsten Veröffentlichungen und Interviews wies er auf Defizite der schulischen Erziehung für Jungen und fehlende politische Konzepte für eine wirksame außerschulische Jungenarbeit hin.

## Rezeption
Hollsteins frühe Arbeiten zur Männerforschung galten im deutschsprachigen Raum als grundlegend. Holger Brandes sieht in Hollsteins Nicht Herrscher, aber kräftig von 1988 den eigentlichen Startpunkt der Männerforschung in Deutschland, Dag Schölper fasst die Bedeutung Hollsteins für die Männerforschung so zusammen:

„Hollsteins Pionierleistung war eine doppelte. Zum einen machte  er  Fragestellungen  der Frauenbewegung  und  der Männergruppen  für  sozialwissenschaftliche  Diskussionen anschlussfähig. Zum andern fasste er den aktuellen Diskussionsstand  der  US-amerikanischen  men’s  studies zusammen und machte damit erstmals die amerikanischen Erkenntnisse einem breiteren deutschsprachigen Publikum zugänglich, auf die fortan aufgebaut werden konnte.“

Hollsteins spätere Arbeiten dagegen werden vielfach deutlich kritischer beurteilt.
In seiner Rezension von Was vom Manne übrig blieb in der Süddeutschen Zeitung sieht Oliver Müller ein großes Problem darin, dass Hollstein Dinge miteinander in Verbindung gebracht habe, die eigentlich nicht zusammengehören. So sei Gewalttätigkeit junger Männer in Deutschland weniger eine Sache des männlichen Identitätsverlusts, sondern habe soziale, ausbildungstechnische und berufliche Ursachen. Die Klage über die heute angeblich nur negative Bewertung von Männlichkeit führe nach Ansicht Müllers leicht zu einer „latent verschwörungstheoretische[n] Stimmungslage“.
Für Ernst Horst (FAZ) steht Hollsteins Argumentation, die er als „Propaganda“ bezeichnet, auf „wackligen Füßen“. Er schreibe meistens die Wahrheit, wähle dabei aber systematisch aus. So ignoriere er bei der Kritik der Sorgerechtsentscheidungen deutscher Gerichte, dass Frauen, so der Rezensent, „wohl eher das Talent und das Bedürfnis, ein Kind großzuziehen“ hätten als Männer.
Für den Diplom-Psychologen Gerhard Hafner ist Hollstein einer jener Männerrechtler, die sich generell als Opfer von Frauen verstehen. Hollstein propagiere seit mehr als zwanzig Jahren, dass nach dem feministischen Sieg endlich die Benachteiligung von Männern auf der gesellschaftlichen Agenda stehen müsse. „Opfer-Maskulisten wie Hollstein zielen durchaus auf eine Modernisierung der Männlichkeit [...] An grundsätzlich dualistischen Vorstellungen dessen, was Männer von Frauen unterscheide, rütteln sie jedoch nicht.“

## Publikationen (Auswahl)
- Der Untergrund. Zur Soziologie jugendlicher Protestbewegungen. Luchterhand, Neuwied/Berlin 1969.
- Der deutsche Illustriertenroman der Gegenwart. UTB Francke, 1973, ISBN 978-3-7720-1007-1.
- Sozialarbeit unter kapitalistischen Produktionsbedingungen. (mit Marianne Meinhold) S. Fischer, 1973, ISBN 978-3-596-26512-1.
- Kein Frieden um Israel. Zur Sozialgeschichte des Palästina-Konflikts., S. Fischer, 1972, ISBN 978-3-900478-02-5
- Erziehung und Veränderung. (mit Marianne Meinhold) Luchterhand, 1975, ISBN 978-3-472-58024-9.
- Nahostkrise. Strukturen, Probleme, Lösungen., edition etcetera, Basel 1976, ISBN 978-3-85660-006-8.
- Sozialpädagogische Modelle. Campus, 1977, ISBN 978-3-593-32213-1.
- Die Gegengesellschaft. Alternative Lebensformen. Verlag Neue Gesellschaft, Bonn 1979, ISBN 3-87831-298-9 (weitere Auflagen).
- Alternativprojekte. Rowohlt, Reinbek 1980, ISBN 978-3-499-17317-2.
- Wenn Ehen älter werden. Liebe, Krise, Neubeginn. Piper, München 1985, ISBN 978-3-492-02957-5.
- Vettern und Feinde. Der Palästina/Israel-Konflikt. Lenos, Basel 1985, ISBN 978-3-85787-113-9
- Nicht Herrscher, aber kräftig. Die Zukunft der Männer. Hoffmann und Campe, Hamburg 1988, ISBN 3-455-08286-6.
- Die Männer. Vorwärts oder zurück? Deutsche Verlags-Anstalt, Stuttgart 1990, ISBN 3-421-06584-5.
- Machen Sie Platz, mein Herr! Teilen statt Herrschen. Rowohlt, Reinbek 1992, ISBN 3-499-18277-7.
- Der Kampf der Geschlechter. Frauen und Männer im Streit um Liebe und Macht und wie sie sich verständigen könnten. Kösel, München 1993, ISBN 3-466-30347-8 (1995 als Taschenbuchausgabe).
- Männerdämmerung. Von Tätern, Opfern, Schurken und Helden. (Link zur Leseprobe bei Google Books) Vandenhoeck und Ruprecht, Göttingen 1999, ISBN 3-525-01454-6.
- Potent werden: Das Handbuch für Männer. Huber, Bern 2001, ISBN 3-456-83534-5.
- Geschlechterdemokratie: Männer und Frauen: Besser miteinander leben. Verlag für Sozialwissenschaft, Wiesbaden 2004, ISBN 3-8100-3978-0.
- Soziale Arbeit mit Jungen und Männern. (Link zum Buchtext bei Google Books) E. Reinhardt, München 2007, ISBN 978-3-497-01895-6 (Hrsg. zusammen mit Michael Matzner).
- Was vom Manne übrig blieb. Krise und Zukunft des starken Geschlechts. Aufbau, Berlin 2008, ISBN 978-3-351-02659-2; komplett überarbeitete Neuauflage: Was vom Manne übrig blieb. Das missachtete Geschlecht. Opus Magnum, Stuttgart 2012.